# Pujada a Montserrat
La Pujada a Montserrat, coneguda també com a Pujada en costa a Montserrat (en castellà, Carrera en cuesta a Montserrat), fou una pujada de muntanya que es disputà entre 1924 i 1980, de manera discontínua, dins el terme municipal de Monistrol de Montserrat, Bages. Organitzada pel Reial Moto Club de Catalunya (RMCC) fins al 1950 i recuperada d'ençà de 1959 pel Biela Club Manresa, la prova es disputava habitualment o bé al març o bé a l'abril, hi participaven motocicletes i automòbils i discorria per un tram d'entre set i vuit quilòmetres de la carretera que puja de Monistrol al monestir de Montserrat, la BP-1121.
Juntament amb curses semblants, com ara la Pujada a la Rabassada, la Pujada al Montseny o la Pujada a Sant Feliu de Codines, la de Montserrat fou una de les més emblemàtiques de les que se celebraven a Catalunya i esdevingué un punt de trobada obligat per als aficionats als esports de motor. La de Montserrat tenia, a més, un gran poder de convocatòria entre els participants i sovint hi competien un centenar de pilots, entre motos i cotxes.

## Característiques

### Recorregut
La cursa es disputava en un tram delimitat de la carretera que va de Monistrol al monestir de Montserrat, la BP-1121. Durant la primera etapa de la prova, quan l'organitzava el RMCC, el tram en qüestió feia 8 quilòmetres, amb la sortida al km 4,700 (prop d'on aquesta carretera enllaça amb la C-55 que va d'Abrera a Solsona, a tocar del Llobregat) i l'arribada al km 12,700, uns 700 metres després de la confluència de la BP-1121 amb la carretera de Can Maçana (la BP-1103, que va del coll de Can Maçana al monestir).
D'ençà de 1959, quan el Biela Club Manresa recuperà l'organització de la pujada, el recorregut de la cursa s'escurçà en un quilòmetre i quedà en un total de 7, amb el tram de carretera delimitat pels punts quilomètrics 4,850 i 11,850. L'arribada quedà doncs uns 150 metres abans de la confluència amb la carretera de Can Maçana. Amb aquest segon recorregut, el desnivell total del trajecte era de 440 metres (es passava dels 180 metres sobre el nivell del mar de la sortida als 620 de l'arribada).
Tot seguit, es detalla la longitud total dels dos diferents recorreguts de la cursa al llarg dels anys, amb el rècord absolut marcat en cadascun d'ells:
| Època       | Sortida  | Arribada  | Longitud | Rècord                                                          |
| ----------- | -------- | --------- | -------- | --------------------------------------------------------------- |
| 1924 - 1950 | km 4,700 | km 12,700 | 8 km     | José María Yglesias (Fiat 1100), 1949, 7'13" 4/10 a 66,451 km/h |
| 1959 - 1980 | km 4,850 | km 11,850 | 7 km     | Joan Fernández (Lola-BMW), 1980, 3'50"33                        |

### Traçat

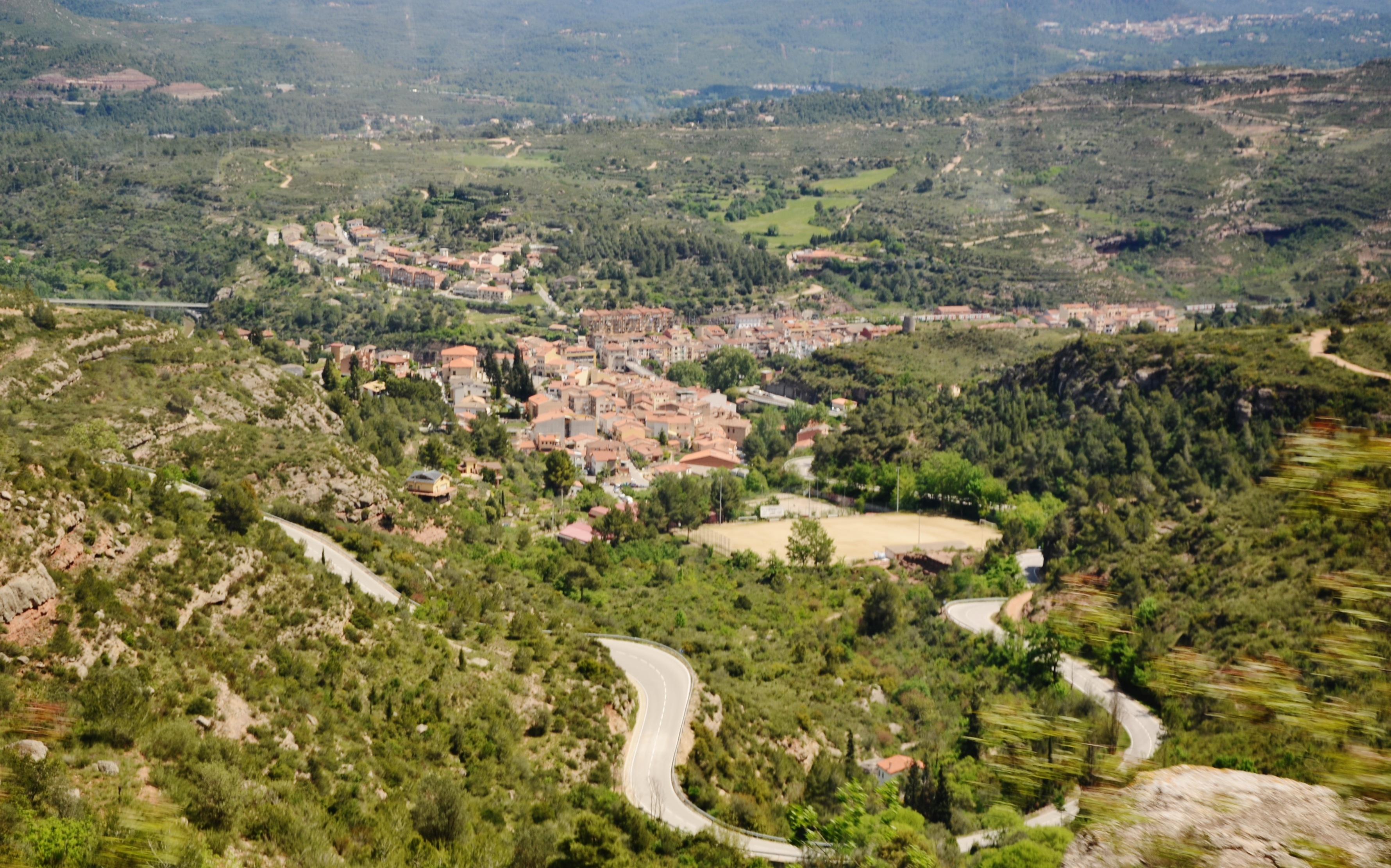
En primer terme, revolts de la carretera BP-1121, camí del monestir. Al fons, Monistrol de Montserrat.

Pel que fa al recorregut pròpiament dit, la pujada es caracteritzava per la seva considerable longitud i els nombrosos revolts que calia negociar, entre ells alguns de molt tècnics com ara per exemple la "paella" que hi ha abans d'arribar a la Font dels Monjos (entre els km 9 i 10), el revolt de la Colònia Puig (entre els km 10 i 11) o els dels voltants de la Font del Gat (entre els km 11 i 11,800).
Però el punt més difícil i característic del recorregut era el pas a nivell de l'antic cremallera de Montserrat, on la carretera feia un brusc canvi de rasant que, combinat amb la presència de les vies, provocava grans salts tant de les motos com dels cotxes participants. En aquell punt, situat entre els punts quilomètrics 6,600 i 6,700 de la carretera i conegut pels afeccionats com al "salt del cremallera", s'hi concentrava bona part del públic per a gaudir de l'espectacle. El 1971, però, la carretera fou asfaltada de nou i l'encreuament fou suavitzat, de manera que els salts desaparegueren (en contrapartida, això va provocar que les mitjanes de velocitat augmentessin considerablement).

### Categories
La prova admetia inicialment tres tipus de vehicles (motocicletes, sidecars i autocicles), fins que el 1948 s'hi inclogueren els automòbils. Els autocicles hi van participar fins que aquesta mena de vehicles va desaparèixer en quedar desfasats (la darrera edició en què n'hi van córrer fou la de 1931). Cada tipus de vehicle estava dividit en diverses categories en funció de la seva cilindrada i preparació: velomotors, "Turisme", "Sport", "Carrera", etc. Més tard, en funció de l'evolució tècnica dels diferents vehicles, se n'hi anaren afegint i eliminant d'altres (escúters, cotxes carrossats, etc.)
Cal dir que el 1947, la cursa estigué destinada només a motocicletes i sidecars i els anys 1977 i 1979, només a automòbils (aquestes dues darreres edicions, a més, eren puntuables per al Campionat d'Espanya de muntanya).

## Història
Entre els anys 1913 i 1922, el Reial Moto Club de Catalunya havia estat organitzant la Pujada als Brucs, cursa que fou en el seu moment la primera pujada de muntanya disputada a Catalunya. Anualment, però, el mal estat de la carretera per on discorria (l'actual autovia del Nord-est) havia complicat la seva celebració fins al punt que, passada l'edició de 1922, el RMCC decidí de cercar una nova ubicació per a l'esdeveniment. Un cop triat el nou emplaçament, la carretera de Monistrol al monestir de Montserrat, la pujada s'hi reprengué el 1924 amb el nom de Pujada a Montserrat.
Les primeres edicions de la nova pujada del RMCC tingueren un marcat caràcter motociclista, per bé que hi participaven també autocicles. La cursa s'organitzà amb certa regularitat fins al 1931 i, un cop acabada la guerra civil espanyola, de 1947 a 1950. Després, el RMCC deixà d'organitzar-la definitivament i calgué esperar a 1959 perquè el Biela Club Manresa, entitat creada poc abans, la recuperés. D'ençà d'aleshores, la Pujada a Montserrat es disputà anualment fins al 1980, en aquesta segona etapa amb el recorregut lleugerament escurçat (passà dels 8 als 7 quilòmetres de longitud) i amb la presència dels automòbils ja consolidada.
La Pujada a Montserrat es deixà d'organitzar després de l'edició de 1980 a causa -com d'habitud en aquests casos- dels problemes de tota mena que ocasionava el tancament de la carretera.

## Palmarès
Font:
S'assenyalen amb negreta els guanyadors absoluts de cada edició.
| Edició | Edició | Any  | Data           | Motocicletes         | Motocicletes | Motocicletes | Motocicletes | Automòbils          | Automòbils             | Automòbils | Automòbils |
| Nr     | BC     | Any  | Data           | Guanyador            | Moto         | Temps        | Km/h         | Guanyador           | Cotxe                  | Temps      | Km/h       |
| ------ | ------ | ---- | -------------- | -------------------- | ------------ | ------------ | ------------ | ------------------- | ---------------------- | ---------- | ---------- |
| I      | -      | 1924 | 24 de febrer   | Joaquim Vidal        | Indian       | 7'48" 4/5    | ?            | M. Mateu            | Salmson 1100           | 9'08"08    | 52,479     |
| II     | -      | 1925 | 22 de febrer   | Ignasi Macaya        | Indian 1000  | 7'50"00      | 61,220       | Ricard Balletbó     | Amilcar 1100           | 8'47" 4/10 | 54,750     |
| III    | -      | 1926 | 21 de març     | Ignasi Macaya        | Indian 1000  | 7'57" 4/10   | 60,327       | Josep Maria Planàs  | Austin 750             | 8'47" 4/10 | 54,750     |
| IV     | -      | 1928 | 30 de desembre | Sprinter             | Rudge        | 7'35"        | 63,300       | Josep Maria Planàs  | Austin 750             | 8'14"      | 58,300     |
| V      | -      | 1930 | 30 de març     | Fernando Aranda      | Rudge 500    | 6'42" 2/10   | 71,600       | F. Castelló         | Austin 750             | 9'51" 6/10 | ?          |
| VI     | -      | 1931 | 22 de març     | Racer                | Norton 500   | 7'06" 6/10   | 67,542       | Oscar Stahel        | Austin 750             | 8'23" 8/10 | 57,233     |
| VII    | -      | 1947 | 23 de març     | Ernest Vidal         | BMW 500      | 6'36" 8/10   | 72,580       | -                   | -                      | -          | -          |
| VIII   | -      | 1948 | 4 d'abril      | Ernest Vidal         | BMW 500      | 6'22" 4/10   | 75,313       | Miquel Soler        | Ford Sup. 1500         | 7'30"      | 64         |
| IX     | -      | 1949 | 1 d'abril      | Joan Buira           | BMW 500      | 6'44" 8/10   | 71,146       | José María Yglesias | Fiat 1100              | 7'13" 4/10 | 66,451     |
| X      | -      | 1950 | 26 de març     | Fernando Aranda      | Guzzi 350    | 6'46" 6/10   | 70,831       | Francesc Godia      | ? 1100                 | 7'21" 8/10 | 65,187     |
|        |        |      |                |                      |              |              |              |                     |                        |            |            |
| XI     | I      | 1959 | 5 d'abril      | Simó Pou             | Derbi 350    | 5'49" 4/5    | 72,041       | Àlex Soler Roig     | Pegaso Z-102           | 5'30"4     | ?          |
| XII    | II     | 1960 | 18 d'abril     | Ricard Fargas        | Ducati 125   | 5'30"4       | ?            | Jaume Martínez      | Volkswagen Karman-Ghia | 5'46"02    | ?          |
| XIII   | III    | 1961 | 2 de juliol    | Josep Maria Busquets | Montesa 125  | 5'42"        | ?            | Vittorio Lepori     | Fiat Abarth            | 5'46"8     | ?          |
| XIV    | IV     | 1962 | 8 d'abril      | Ricard Fargas        | Ducati 220   | 5'25"21      | ?            | Jaume Martínez      | Porsche                | 5'25"06    | ?          |
| XV     | V      | 1963 | 31 de març     | Ricard Fargas        | Ducati 250   | 5'28"63      | ?            | Jaume Piera         | Austin-Healey          | 5'35"82    | ?          |
| XVI    | VI     | 1964 | 12 d'abril     | Ricard Fargas        | Ducati 250   | 5'21"32      | ?            | Joan Fernández      | Porsche 904 GTS        | 5'20"39    | ?          |
| XVII   | VII    | 1965 | 7 de març      | Sicari Carlos        | OSSA 175     | 5'29"16      | ?            | Fèlix Griera        | Alfa Romeo             | 6'13"77    | ?          |
| XVIII  | VIII   | 1966 | 20 de març     | Ricard Fargas        | Ducati 350   | 5'18"13      | ?            | Joan Fernández      | Porsche 911            | 5'13"61    | ?          |
| XIX    | IX     | 1967 | 12 de març     | Carles Giró          | OSSA 250     | 5'20"05      | ?            | Àlex Soler Roig     | Porsche Carrera 6      | 4'58"2     | ?          |
| XX     | X      | 1968 | 24 de març     | Robert Blanch        | Montesa 250  | 5'10"73      | ?            | José de la Peña     | Porsche Carrera 6      | 4'50"16    | ?          |
| XXI    | XI     | 1969 | 23 de març     | Ricard Fargas        | Ducati 250   | 5'06"35      | 82,258       | Joan Fernández      | Porsche 911 R          | 4'48"71    | ?          |
| XXII   | XII    | 1970 | 15 de març     | Eduard Carol         | Montesa 250  | 5'40"33      | ?            | Jorge de Bagration  | Porsche 908            | 4'20"22    | ?          |
| XXIII  | XIII   | 1971 | 28 de març     | Carles Giró          | OSSA 250     | 5'04"34      | 94,631       | Jorge de Bagration  | Porsche 908            | 3'59"81    | ?          |
| XXIV   | XIV    | 1972 | 12 de març     | Carles Giró          | OSSA 500     | 5'01"30      | ?            | Juan Kutz           | Porsche 908            | 4'15"24    | ?          |
| XXV    | XV     | 1973 | 1 d'abril      | Ton Marsinyach       | Bultaco 250  | 4'53"45      | ?            | Geni Baturone       | Brabham BT38 F2        | 4'06"51    | ?          |
| XXVI   | XVI    | 1974 | 31 de març     | Josep Maria Mallol   | Montesa 250  | 4'50"5       | ?            | Geni Baturone       | Brabham F2             | 4'07"0     | ?          |
| XXVII  | XVII   | 1975 | 16 de març     | Josep Maria Mallol   | Ducati 750   | 4'47"64      | ?            | Geni Baturone       | Brabham BT40 F2        | 4'00"92    | ?          |
| XXVIII | XVIII  | 1976 | 4 d'abril      | Josep Coronilla      | OSSA 250     | ?            | ?            | Geni Baturone       | Brabham BT40 F2        | 4'07"22    | 101,933    |
| XXIX   | XIX    | 1977 | 27 de març     | -                    | -            | -            | -            | Joan Fernández      | Lola-BMW               | 3'55"65    | 106,938    |
| XXX    | XX     | 1978 | 12 de març     | Mingo Parés          | Bultaco 250  | 4'44"41      | ?            | Jaime Lazcano       | Osella PA5-BMW         | ?          | ?          |
| XXXI   | XXI    | 1979 | 1 d'abril      | -                    | -            | -            | -            | Joan Fernández      | Lola-BMW               | ?          | ?          |
| XXXII  | XXII   | 1980 | 16 de març     | Quique de Juan       | Yamaha       | 4'34"65      | ?            | Joan Fernández      | Lola T296-BMW          | 3'50"33    | ?          |

Notes
1. ↑  Atès que el Biela Club Manresa decidí reiniciar la numeració de les edicions de la cursa en recuperar-la el 1959, s'indiquen dos ordinals d'edició: el correlatiu (Nr) i el propi del Biela Club Manresa (BC).
2. 1 2  Velocitat mitjana.
3. 1 2 3 4 5 6  Autocicle.